# Болото и озеро Озерецкое
Болото и озеро Озерецкое — государственный природный заказник (комплексный) регионального (областного) значения Московской области, целью которого является сохранение ненарушенных природных комплексов, их компонентов в естественном состоянии; восстановление естественного состояния нарушенных природных комплексов; поддержание водного и экологического баланса. Заказник предназначен для:
- сохранения и восстановления природных комплексов;
- сохранения местообитаний редких видов растений и животных;
- ведения мониторинга видов растений и животных, занесенных в Красную книгу Московской области.

Заказник основан в 1981 году. Местонахождение: Московская область, Сергиево-Посадский городской округ; между деревней Житниково и селом Озерецкое на севере, деревней Прокшино и Большим кольцом Московской железной дороги на юге. Площадь заказника составляет 322,34 га. В заказник входит вся современная котловина озера Озерецкое.

## Описание

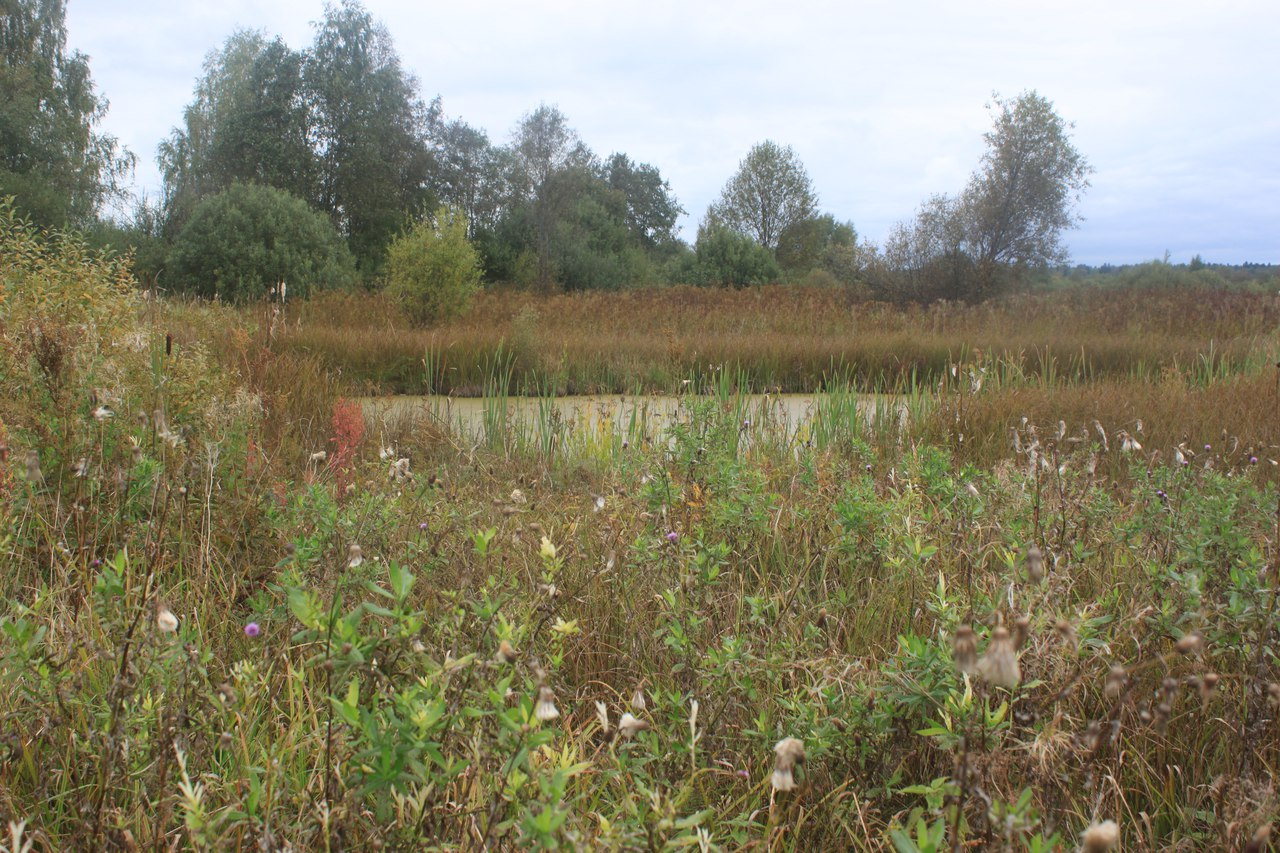
Болото

Территория заказника «Болото и озеро Озерецкое» расположена на склонах Клинско-Дмитровской гряды в зоне распространения плоскохолмистых и холмистых, расчлененных, моренных, свежих, влажных и сырых равнин. Абсолютные высоты заказника изменяются от 183,1 м (урез воды в озере Озерецкое) до 190 м над уровнем моря (на бортах котловины). Кровля коренных пород местности представлена глинами и песками нижнего мела.
Заказник включает котловину озера Озерецкое, сформировавшуюся в понижении между моренными холмами. Озерная котловина приурочена к расширению долины реки Вори и занята проточным водоемом в окружении низинных, верховых, переходных и сплавинных болот. Борта котловины достигают в границах заказника высоты 6 м. Днище котловины представлено плоской, слабонаклонной поверхностью, сложенной древнеаллювиально-водноледниковыми суглинками с прослоями песков, перекрытыми с поверхности озерно-болотными отложениями, представленными торфом, сапропелем и суглинками. В южной оконечности заказника долина реки Вори принимает левый отрог — долину ручья.
Основными рельефообразующими процессами на территории заказника является накопление торфяных и перегнойных залежей, а также образование фитогенных форм нанорельефа: растительных кочек, искорей, поваленных стволов деревьев и приствольных повышений. Немалую роль играет деятельность бобров, развитая на отдельных участках реки Вори.
Водные объекты на территории заказника представлены зарастающим озером Озерецкое, протекающей через него рекой Ворей, русло которой здесь теряется в болотных массивах, а также более мелкими водотоками.
Озеро Озерецкое относится к Верхне-Яхромской озерной группе. Водоем имеет овальную форму и площадь около 20 га. Средняя глубина водоема — 3 м. Протяжённость озера с севера на юг составляет около 580 м, ширина — до 470 м. Береговая линия водоема — нечеткая, по берегам образовались сплавинные болота. В западной части заказника в сторону озера протекает водоток, теряющийся в болотах.
Река Воря является левым притоком реки Клязьмы (бассейн Оки). Протяжённость реки Вори на территории заказника составляет около 3,3 км. Извилистое русло реки в границах заказника выражено не повсеместно, часто теряясь в болотах котловины озера Озерецкое. Для русла характерна многорукавность. Ширина русла, в местах, где оно выражено, составляет 1,5—3 м. В южной оконечности заказника река Воря принимает левый приток — ручей, протяжённость которого составляет 1,5 км в границах территории.
Почвенный покров на территории заказника представлен преимущественно торфяными эутрофными, торфяными олиготрофными, перегнойно-глеевыми, гумусово-глеевыми, а также аллювиальными торфяно-глеевыми почвами.

### Флора и растительность
Характерной особенностью растительного покрова заказника является сочетание различных по степени обводненности участков низинных, переходных и верховых болот и сплавин вокруг озера.
По мере перехода от склона котловины к её днищу и роста увлажненности сменяются луга и болота разного типа.
Самые верхние части склона занимают мезофитные луга из ежи сборной, ниже по склону расположены низинные влажнотравно-злаковые луга с валерианой лекарственной, кипреем волосистым, камышом лесным, осоками мохнатой (пушистой) и бледноватой, щучкой дернистой. С дальнейшим ростом увлажненности в луговом травостое появляется таволга вязолистная, которая растет здесь вместе с камышом лесным, осоками, хвощом речным, вербейником обыкновенным, кипреем волосистым, дербенником иволистным, геранью болотной, шлемником обыкновенным и мятой полевой.
На окружающей озеро сплавине и мелководьях преобладают тростниковые и рогозовые заросли и группы кустарников (различные виды ив, серая ольха), в ряде мест переходящие в березово-ольховое низколесье (около 10 м высотой).
Низколесье представлено ольшаником из ольхи серой и ольхи чёрной с единичной примесью березы и березово-ольховым сообществом с ивой пепельной влажнотравными. Здесь единично растет крушина ломкая, а в травяном ярусе присутствуют влаголюбивые и болотные виды: вахта трехлистная, камыш лесной, сабельник болотный, хвощ речной, подмаренник болотный, щучка дернистая, паслен сладко-горький, фиалка болотная, папоротники (телиптерис болотный и щитовник гребенчатый), вербейник обыкновенный, тиселинум болотный, вех ядовитый, зюзник европейский, и др. В березово-ольховом сообществе произрастает охраняемый вид из семейства орхидных, занесенный в Красную книгу Московской области — мякотница однолистная, или стагачка.
Заросли ивняков (до 2—3 м высотой) образованы ивами пятитычинковой, чернеющей, ушастой, пепельной и др. Небольшие группы низкорослых ив (Штарка, лапландская, черничная, розмаринолистная) разбросаны по открытой части сфагновой сплавины, где они чередуются с сабельником болотным, вахтой трехлистной и хвощом. Ива черничная занесена в Красную книгу Московской области.
На одном из участков сплавины расположено небольшое (примерно 1500—2000 м²) переходное болото с невысокими (до 3—5 м) деревцами березы пушистой. Характерен сплошной сфагновый покров, обильна клюква болотная. Здесь также произрастают: ивы черничная, лапландская и розмаринолистная, пушица влагалищная, осоки (волосистоплодная, вздутая, чёрная и топяная), сабельник болотный, вахта трехлистная, кипрей болотный, вербейник обыкновенный, тиселинум болотный, вейник сероватый и другие.
В северной и, в меньшей степени, в юго-восточной частях котловины к озеру подходят сплошные тростниковые заросли, высота тростника достигает 2,5 м, под ним местами довольно обилен телиптерис болотный. На других участках по берегам озера расположены ивняки с участием ольхи чёрной и березы. В прибрежных травяных группировках участвуют рогоз широколистный, тростник южный, камыш лесной, осока ложносытевая, череда трехраздельная, зюзник европейский, таволга вязолистная, телиптерис болотный, вахта трехлистная.
У берегов в озере растет кубышка жёлтая, водокрас лягушачий, в ряде мест — кувшинка белоснежная (редкий и уязвимый вид, не включенный в Красную книгу Московской области, но нуждающийся на территории в постоянном контроле и наблюдении).

### Фауна
Видовой состав фауны позвоночных животных заказника типичен для сырых закустаренных лугов, низинных болот и водоемов севера Московской области.
На территории заказника отмечено обитание 33 видов наземных позвоночных животных, в том числе двух видов амфибий, одного вида пресмыкающихся, 26 видов птиц, четырёх видов млекопитающих.
Основу фаунистического комплекса наземных позвоночных животных составляют виды, характерные для средней полосы европейской России.
В пределах заказника можно выделить два основных зоокомплекса (зооформации): лугово-кустарниковую зооформацию и зооформацию водных и околоводных местообитаний. Население небольших островков мелколесья не выделяется в особую зооформацию, поскольку там отмечаются практически те же кустарниковые виды.
Кустарники и влажное высокотравье в озерной котловине населяют следующие виды: обыкновенная лисица, заяц-беляк, коростель, сорока, речной сверчок, серая славка, садовая славка, луговой чекан, обыкновенная чечевица, камышовая овсянка; здесь отмечаются также обыкновенная кукушка, пеночка-весничка, зарянка, рябинник, зяблик; кормятся чёрный коршун (вид, занесенный в Красную книгу Московской области), канюк, пустельга (редкий и уязвимый вид, не включенный в Красную книгу Московской области, но нуждающийся на территории области в постоянном контроле и наблюдении), семена высоких трав привлекают стайки щеглов. Из пресмыкающихся на краю озерной котловины встречается живородящая ящерица; из амфибий — травяная и озерная лягушки. Из насекомых встречаются кузнечик пластинокрыл обыкновенный (редкий и уязвимый вид, не включенный в Красную книгу Московской области, но нуждающийся на территории области в постоянном контроле и наблюдении); бабочки семейства Нимфалид — адмирал, дневной павлиний глаз, крапивница, траурница, большая лесная перламутровка, перламутровка таволжанка.
Само озеро Озерецкое и прибрежное низинное болото населяют речной бобр, ондатра, чомга, кряква, камышница, бекас, камышевка-барсучок; здесь кормятся болотный лунь, озерная чайка, речная крачка (редкий и уязвимый вид, не включенный в Красную книгу Московской области, но нуждающийся на территории области в постоянном контроле и наблюдении), отмечается белая трясогузка. На участке переходного болота встречается большая болотная кобылка (редкий и уязвимый вид, не включенный в Красную книгу Московской области, но нуждающийся на территории области в постоянном контроле и наблюдении).

## Объекты особой охраны заказника
Охраняемые экосистемы: сырые и заболоченные луга склонов котловины; низинные, переходные, верховые участки болот и сплавины вокруг озера; прибрежно-водная растительность озера.
Места произрастания и обитания охраняемых в Московской области, а также иных редких и уязвимых видов растений и животных, зафиксированных на территории заказника.
Охраняемые в Московской области, а также иные редкие и уязвимые виды растений:
- виды, занесенные в Красную книгу Московской области: ива черничная, мякотница однолистная, или стагачка;
- виды, являющиеся редкими и уязвимыми таксонами, не включенными в Красную книгу Московской области, но нуждающиеся на территории области в постоянном контроле и наблюдении: кувшинка белоснежная.

Охраняемые в Московской области, а также иные редкие и уязвимые виды животных:
- виды, занесенные в Красную книгу Московской области: чёрный коршун;
- виды, являющиеся редкими и уязвимыми таксонами, не включенными в Красную книгу Московской области, но нуждающиеся на территории области в постоянном контроле и наблюдении: пустельга, речная крачка, пластинокрыл обыкновенный, большая болотная кобылка.